# Anjet Daanje
Anjet Daanje (Wijster, 1965), pseudoniem van Anjet den Boer,  is een Nederlands schrijfster en scenariste. Haar romans De herinnerde soldaat en Lied van ooievaar en dromedaris worden vaak gerekend tot de beste recente Nederlandstalige romans.

## Loopbaan
Anjet Daanje studeerde wiskunde aan de Universiteit Utrecht. Zij behaalde in 1991 haar doctoraal. Tijdens haar studie, toen zij 21 jaar was, begon zij aan haar eerste roman, Pianomuziek in de regen, die in 1993 werd gepubliceerd onder haar echte naam, Anjet den Boer. Bij haar volgende roman, De blinde fotograaf, nam zij als schrijversnaam Daanje aan, de achternaam van haar moeder, waaronder zij sindsdien publiceert. Van 2001 tot 2011 verschenen haar romans bij Uitgeverij Thomas Rap/De Bezige Bij, vanaf september 2016 publiceert zij haar romans bij Uitgeverij Passage, en van haar oudere romans verschijnen er sinds 2021 heruitgaven bij Uitgeverij Pluim.
In 2002 benaderde regisseur Hanro Smitsman haar en vroeg haar om vijf pagina's van haar roman Suikerbeest tot een scenario voor een korte film om te werken. Dat werd de korte film Dajo. Sindsdien schrijft Anjet Daanje naast proza ook professioneel filmscenario's.
Anjet Daanjes broer, die bekend is onder de naam Dieb, was violist in de Nederlandse folkband Rapalje. In hun jeugd maakten Anjet Daanje en Dieb samen in eigen beheer zeven hoorspelen en twee lange speelfilms.

### Literair werk
In 2004 won Daanje het Belcampo Stipendium van de Provincie Groningen, daarvoor schreef zij de novelle De Mei-jaren. Daanjes zesde roman, Gezel in marmer, die in 2006 bij Uitgeverij Thomas Rap verscheen, kreeg zeer lovende recensies in o.a. De Groene Amsterdammer (Marja Pruis) en de Leeuwarder Courant (Kees 't Hart). Kees 't Hart wond zich in De Groene Amsterdammer op over het feit dat de roman niet meer aandacht kreeg. In 2012 werd haar roman Delle Weel genomineerd voor de Halewijnprijs.
De grote ommekeer in publieke waardering kwam pas later. Daanjes roman De herinnerde soldaat werd na de publicatie in november 2019 in eerste instantie over het hoofd gezien, totdat hij op de longlist van de Libris Literatuurprijs 2020 belandde en er vervolgens een vijf-sterrenrecensie van Thomas de Veen in NRC Handelsblad verscheen. In december 2020 werd het tienduizendste exemplaar verkocht. De roman won de prijs voor het Beste Groninger Boek 2020 (categorie fictie) en werd bekroond met de F. Bordewijk-prijs 2020. Er verschijnen vertalingen in het Duits, Engels, Frans en Bulgaars.
Met de begin 2022 verschenen roman Het lied van ooievaar en dromedaris won Daanje datzelfde jaar de Boekenbon Literatuurprijs. De jury sprak van "een literaire tour de force". Het was haar eerste grote literaire prijs die ze ontving. In mei 2023 won ze met hetzelfde boek de Libris Literatuur Prijs. Juryvoorzitter Beatrice de Graaf noemde het boek een ode aan de verbeelding en aan de literatuur zelf. Het was de eerste keer dat één roman deze beide grote literaire prijzen won. In de NRC en De Standaard werd de roman in 2025 door een grote groep professionele lezers verkozen tot beste boek van de 21ste eeuw tot nu toe. Het lied van ooievaar en dromedaris wordt in meer dan tien talen vertaald.
In 2023 kreeg Anjet Daanje de Constantijn Huygens-prijs toegekend voor haar gehele oeuvre.

### Filmscenario's
Anjet Daanje schreef de scenario's voor vijf korte films, waaronder de korte film Raak (onder regie van Hanro Smitsman) die in 2007 een Gouden Beer op het Internationaal filmfestival van Berlijn won. Zij schreef tevens het scenario voor de speelfilm Schemer (onder regie van Hanro Smitsman) die in 2010 de Prijs van de Nederlandse Filmkritiek won op het Nederlands Film Festival.
Ook schreef zij het scenario voor de zevendelige dramaserie De geheimen van Barslet (onder regie van Boris Paval Conen) die in 2012 door NTR en NCRV werd uitgezonden. De serie werd o.a. bekend door de vissenregen die in elk van de zeven afleveringen terugkeert en waarvan de special effects in De Wereld Draait Door werden besproken. De serie kreeg in 2012 drie nominaties voor een Gouden Kalf, waaronder een nominatie voor het Gouden Kalf voor Beste Televisiedrama.
In totaal werden de films en de series waarvoor Anjet Daanje het scenario schreef bekroond met meer dan vijftien internationale filmprijzen.

## Literaire prijzen
- 2004 - Belcampo Stipendium (waarvoor Daanje in opdracht De Mei-jaren schreef)
- 2020 - Beste Groninger Boek, categorie fictie (voor De herinnerde soldaat)
- 2020 - F. Bordewijk-prijs (voor De herinnerde soldaat)
- 2022 - Boekenbon Literatuurprijs (voor Het lied van ooievaar en dromedaris)
- 2023 - Beste Groninger Boek, categorie fictie (voor Het lied van ooievaar en dromedaris)
- 2023 - Libris Literatuur Prijs (voor Het lied van ooievaar en dromedaris)
- 2023 - Constantijn Huygens-prijs (voor haar oeuvre)
- 2024 - De Inktaap (voor Het lied van ooievaar en dromedaris)
- 2024 - Prozaprijs (Vlaamse) Koninklijke Academie voor Nederlandse Taal en Letteren (KANTL) (voor Het lied van ooievaar en dromedaris)

### Nominaties literaire prijzen
- 2012 - Nominatie Halewijnprijs (voor Delle Weel)
- 2020 - Longlist Libris Literatuur Prijs (voor De herinnerde soldaat)

### Romans
- Pianomuziek in de regen (Servo, 1993)
- De blinde fotograaf (Kwadraat, 1998)
- Suikerbeest (Thomas Rap/De Bezige Bij, 2001)
- Veelvuldig en alleen (Thomas Rap/De Bezige Bij, 2003)
- De Mei-jaren (Philip Elchers, 2004)
- Gezel in marmer (Thomas Rap/De Bezige Bij, 2006)
- Delle Weel (Thomas Rap/De Bezige Bij, 2011)
- jl. (Passage, 2016)
- De herinnerde soldaat (Passage, november 2019)
- Het lied van ooievaar en dromedaris (Passage, mei 2022)[23]

### Gedichten
- Dijende gronden [co-auteur: Emily Brontë] (Passage, mei 2022)

### Verhalen
- De weg naar het stadspark (Karree, 1995)
- Boodschappen in vuil (Vrijstaat Austerlitz, 1998)
- Wachten op Amerika (Literaire Agenda Kwadraat, 1999)
- De Bandit-Baby (Binnenstadskrant Utrecht, 1999)
- Duizend schonen (Bunker Hill, 2002)
- Menthone 98% (Bunker Hill, 2004)
- Vinylvrienden (Bunker Hill, 2009)
- Dromen van mijn moeder (Literair Juweeltje, B For Books, december 2022)
- Niemandsland (De Gids, juni 2023) [24]

### Filmscenario's
- Dajo (korte speelfilm, 2003)
- Engel en Broer (korte speelfilm, 2004)
- Raak (korte speelfilm, 2006)
- De getuige (korte speelfilm, 2006)
- Ongezien (korte speelfilm, 2007)
- Schemer (speelfilm, 2010)
- De geheimen van Barslet (televisieserie, 2012)[25]

### Secundaire literatuur over werk Anjet Daanje
- Thomas de Veen (redactie): Over leven, dood en bramenjam (Pluim, 2024)

## Bestseller 60
| Boeken met noteringen in de Nederlandse Bestseller 60 | Jaar van verschijnen | Datum van binnenkomst | Hoogste positie | Aantal weken | Opmerkingen |
| ----------------------------------------------------- | -------------------- | --------------------- | --------------- | ------------ | ----------- |
| Het lied van ooievaar en dromedaris                   | 2022                 | 29-06-2022            | 2               | 39           |             |